# Gabriel Giurgiu
Gabriel Nicu Giurgiu (Cluj-Napoca, 3 settembre 1982) è un ex calciatore rumeno, di ruolo centrocampista.

## Carriera

### Club
Dopo aver militato per l'Universitatea Cluj e per il Rubin Kazan', viene acquistato dall'Oțelul Galați nel 2008 e a settembre 2011 ha collezionato 80 presenze e 9 reti.

## Palmarès

### Club

#### Competizioni nazionali
- Campionato rumeno: 1

Oțelul Galați: 2010-2011
- Supercoppa di Romania: 1

Oțelul Galați: 2011